# 不動產
不動產（英語：real estate）是一個民法概念。它包括土地及其上之房屋等不可移動、可以有固定地址的建築物，因此也屬於不動產。

## 词源
英语中的（意为“真实的、实物的”）来自古法语（比较现代法语，“真实的、实物的”），派生自拉丁语（意为“事情、物件”），指的是实际存在的财产。与同形的real（“雷亚尔，西班牙和葡萄牙曾经使用过的一种货币单位”，与英语同源）来源不同。

## 香港
根據香港法例第1章《釋義及通則條例》第3條，不動產指：
1. 土地，不論是否有水淹蓋；
2. 土地上的任何產業、權利、權益或地役權；及
3. 附連在土地的物件或牢固於任何這類物件上的東西。

按香港法例第117章《印花税條例》附表1，買賣香港「不動產」的第1類文件，須繳付印花税。

## 中華民國
不動產的法律定義還有：
1. 《民法》第66條：謂土地及其定著物；不動產之出產物，尚未分離者，為該不動產之部份。即其包括了土地和其上在建或已完成之建築物。
2. 《不動產經紀業管理條例》第4條：指土地、土地定著物或房屋及其可移轉之權利；房屋指成屋、預售屋及其可移轉之權利。
3. 《不動產證劵化條例》第4條：指土地、建築改良物、道路、橋樑、隧道、軌道、碼頭、停車場與其他具經濟價值之土地定著物及所依附之設施，但以該設施與土地及其定著物分離即無法單獨創造價值，土地及其定著物之價值亦因而減損者為限。不動產相關權利：指地上權及其他經中央目的事業主管機關核定之權利。

不動產概括涵義包括：標的、權利、價值。

## 資料來源
1. ↑  Eric Partridge.  4th Editon. 1982: 553. ISBN 978-0710019349.
2. ↑   2nd edition. 1989: 274. ISBN 9780198611868.
3. ↑  .   [2017-03-18]. （原始内容存档于2022-02-12）.

## 外部連結
- 不動產民法規定（页面存档备份，存于）
- 不动产统一登记时间表确定 2016年全面实施 中国经济网 2014-05-07
- 不动产登记条例或年底出台（页面存档备份，存于），中国经济网，2014年6月30日
- 不动产登记渐进 调控或剑指存量 中国经济网2014-07-31